# ボイド・ワグナー

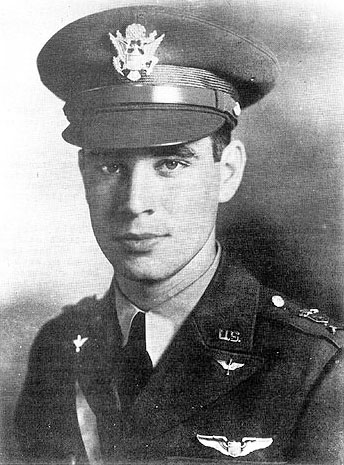
1940年ごろ

ボイド・デイヴィッド・”バズ”・ワグナー（英語: Boyd David "Buzz" Wagner、1916年10月26日 - 1942年11月29日）は、アメリカ合衆国の軍人。
第二次世界大戦におけるアメリカ陸軍航空隊初の戦闘機のエース・パイロットであった。

## 死去
1942年11月29日、フロリダ州エグリン空軍基地からマクスウェル空軍基地までの定期的な飛行中に消息不明となった。
捜索が行われると、翌年1月にエグリンから40km東で残骸とともに部分的に遺体が発見され、遺骨がジョンズタウンのグランドビュー墓地に埋葬された。同月に行われた葬儀には10000人以上の弔問客が訪れ、タイムなど、いくつかの媒体によってこれが報道された。また、引退した空軍大佐によってワグナーの機体の墜落現場と見られる場所が再発見され、その場所から遺物が発見された。
2008年には同所から人骨が発見され、2010年にワグナーであることが確認された。これらの遺骨も同墓地に埋葬された。